# Ricardo Martins (ator)
Ricardo de Sá Martins (Porto Alegre, Rio Grande do Sul, 3 de novembro de 1977) é um ator brasileiro. 
Começou a carreira como modelo e logo partiu em busca de seu grande sonho, que era ser ator. Na década de 1990, partiu então para o Rio de Janeiro em busca de consolidar sua carreira. Estreou na TV em 1998 na Rede Globo, onde fez parte do elenco das novelas, Pecado Capital, Chocolate com Pimenta e Da Cor do Pecado, Em 2006 foi contratado pela Rede Record, onde participou do seriado Avassaladoras, no ano seguinte foi pra Band, onde viveu seu primeiro protagonista na novela Dance Dance Dance, em que fez par romântico com Juliana Baroni. Em 2011, voltou à Rede Globo, na telenovela A Vida da Gente.

## Trabalhos na TV
| Ano  | Título                                          | Personagem              |
| ---- | ----------------------------------------------- | ----------------------- |
| 1998 | Corpo Dourado                                   | Robson                  |
| 1998 | Pecado Capital                                  | Bruno Sampaio           |
| 1999 | Você Decide                                     | Serginho                |
| 2003 | Chocolate com Pimenta                           | Quincas (Joaquim)       |
| 2004 | Da Cor do Pecado                                | Vinícius                |
| 2004 | Malhação                                        | Marcos                  |
| 2006 | Avassaladoras                                   | Roberto Baião           |
| 2007 | Dance Dance Dance                               | Rafael Marques Castilha |
| 2011 | A Vida da Gente                                 | Gustavo                 |
| 2014 | Os Homens São de Marte... E é Pra Lá Que Eu Vou | Yan                     |
| 2016 | Êta Mundo Bom!                                  | Dr. Lázaro              |
| 2017 | O Rico e Lázaro                                 | Larsa                   |
| 2018 | Tempo de Amar                                   | Salvador                |
| 2019 | Verão 90                                        | Horácio                 |
| 2019 | Sob Pressão                                     | Douglas                 |
| 2020 | Malhação: Toda Forma de Amar                    | Rugieri                 |
| 2021 | Gênesis                                         | Sitri                   |
| 2023 | Reis                                            | Seba                    |